# Alfred Bowerman
Alfred James Bowerman (Broomfield, 22 novembre 1873 – Brisbane, 20 luglio 1947) è stato un crickettista britannico.
Partecipò ai Giochi olimpici 1900 di Parigi nel torneo di cricket, vincendo la medaglia d'oro con la squadra che rappresentò la Gran Bretagna. Bowerman giocò per due volte con il Somerset County Cricket Club nel 1900 e nel 1905.

## Palmarès
| Anno | Manifestazione | Sede   | Evento  | Risultato | Note |
| ---- | -------------- | ------ | ------- | --------- | ---- |
| 1900 | Olimpiadi      | Parigi | Cricket | Oro       |      |